# Koniewiec
Koniewiec (ros. Коневец, fiń. Konevitsa) – wyspa na jeziorze Ładoga w Rosji w obwodzie leningradzkim. Administracyjnie należy do rejonu priozierskiego. Jest jedyną dużą wyspą w południowej części jeziora. Znajduje się na niej Monaster Koniewski.
Wyspa ma około 9,5 km² powierzchni. Położona jest około 3,5 km od zachodniego brzegu Ładogi, naprzeciwko wsi Władimirowka, z którą posiada połączenie promowe.

## Historia
Przed przybycie prawosławnych mnichów, wyspa była pastwiskiem Karelów. Znajdował się na niej też głaz przypominający kształtem głowę konia (Kon'-Kamen'), przy którym składano ofiary z koni. W 1393 roku mnich Arseniusz, nazywany później Koniewskim, założył monastyr by nawrócić miejscową ludność na chrześcijaństwo.
W latach 1918–40 wyspa należała do Finlandii (gmina Pyhäjärvi), następnie w latach 1941-44 była okupowana przez fińską armię. Również w 1944 klasztor został opuszczony. Po II wojnie światowej na wyspie powstała sowiecka baza wojskowa i aż do 1991 była ona zamknięta dla odwiedzających. W tym roku ponownie otwarto również monaster.